# Olympische Sommerspiele 2012/Teilnehmer (Katar)
| Gelbes Symbol für Goldmedaillen mit stilisierten Olympischen Ringen | Graues Symbol für Silbermedaillen mit stilisierten Olympischen Ringen | Braundes Symbol für Bronzemedaillen mit stilisierten Olympischen Ringen |
| ------------------------------------------------------------------- | --------------------------------------------------------------------- | ----------------------------------------------------------------------- |
| —                                                                   | —                                                                     | 2                                                                       |

Katar nahm in London an den Olympischen Spielen 2012 teil. Es war die insgesamt achte Teilnahme an Olympischen Sommerspielen. Das Katarische Olympische Komitee nominierte zwölf Athleten in vier Sportarten.
Fahnenträgerin bei der Eröffnungsfeier war die Sportschützin Bahiya al-Hamad.

## Medaillen

### Medaillenspiegel
| Medaillenspiegel Katar |                |                              |                           |                           |        |
| Platz                  | Sportart       | Goldmedaille – Olympiasieger | Silbermedaille – 2. Platz | Bronzemedaille – 3. Platz | Gesamt |
| 1                      | Leichtathletik | –                            | –                         | 1                         | 1      |
| 1                      | Schießen       | –                            | –                         | 1                         | 1      |
| Total                  | Total          | –                            | –                         | 2                         | 2      |

### Medaillengewinner

#### Bronze
| Name               | Sportart       | Wettkampf                |
| ------------------ | -------------- | ------------------------ |
| Mutaz Essa Barshim | Leichtathletik | Hochsprung Männer        |
| Nasser Al-Attiyah  | Schießen       | Wurfscheibe Skeet Männer |

## Teilnehmer nach Sportarten

### Leichtathletik
Laufen und Gehen
| Athleten                 | Wettbewerb | Vorlauf     | Vorlauf | Halbfinale    | Halbfinale    | Finale        | Finale        | Rang |
| Athleten                 | Wettbewerb | Zeit        | Rang    | Zeit          | Rang          | Zeit          | Rang          | Rang |
| ------------------------ | ---------- | ----------- | ------- | ------------- | ------------- | ------------- | ------------- | ---- |
| Frauen                   |            |             |         |               |               |               |               |      |
| Noor al-Malki            | 100 m      | Aufgabe     | Aufgabe | ausgeschieden | ausgeschieden | ausgeschieden | ausgeschieden | –    |
| Männer                   |            |             |         |               |               |               |               |      |
| Musaeb Abdulrahman Balla | 800 m      | 1:46,37 min | 2       | 1:47,52 min   | 7             | ausgeschieden | ausgeschieden | 21   |
| Mohamad al-Garni         | 1500 m     | 3:36,99 min | 5       | 3:36,78 min   | 9             | ausgeschieden | ausgeschieden | 14   |
| Hamza Driouch            | 1500 m     | 3:39,67 min | 2       | 3:49,40 min   | 11            | ausgeschieden | ausgeschieden | 24   |
| Mohammed Bakhet          | Marathon   | –           | –       | –             | –             | 2:25:17 h     | 68            | 68   |

Springen und Werfen
| Athleten           | Wettbewerb | Qualifikation | Qualifikation | Finale     | Finale | Rang   |
| Athleten           | Wettbewerb | Weite/Höhe    | Rang          | Weite/Höhe | Rang   | Rang   |
| ------------------ | ---------- | ------------- | ------------- | ---------- | ------ | ------ |
| Männer             |            |               |               |            |        |        |
| Mutaz Essa Barshim | Hochsprung | 2,26 m        | 8             | 2,29 m     | 3      | Bronze |

### Schießen
| Athleten          | Wettbewerb                          | Qualifikation | Qualifikation | Finale        | Finale        | Ringe | Rang   |
| Athleten          | Wettbewerb                          | Ringe         | Rang          | Ringe         | Rang          | Ringe | Rang   |
| ----------------- | ----------------------------------- | ------------- | ------------- | ------------- | ------------- | ----- | ------ |
| Frauen            |                                     |               |               |               |               |       |        |
| Bahiya al-Hamad   | Luftgewehr 10 m                     | 395           | 17            | ausgeschieden | ausgeschieden | 395   | 17     |
| Bahiya al-Hamad   | Sportgewehr Dreistellungskampf 50 m | 555           | 46            | ausgeschieden | ausgeschieden | 555   | 46     |
| Männer            |                                     |               |               |               |               |       |        |
| Rashid al-Athba   | Trap                                | 121           | 10            | ausgeschieden | ausgeschieden | 121   | 10     |
| Rashid al-Athba   | Doppeltrap                          | 136           | 7             | ausgeschieden | ausgeschieden | 136   | 7      |
| Nasser Al-Attiyah | Skeet                               | 121           | 4             | 23            | 3             | 144   | Bronze |

### Schwimmen
| Athleten    | Wettbewerb    | Vorlauf     | Vorlauf | Halbfinale    | Halbfinale    | Finale        | Finale        | Rang |
| Athleten    | Wettbewerb    | Zeit        | Rang    | Zeit          | Rang          | Zeit          | Rang          | Rang |
| ----------- | ------------- | ----------- | ------- | ------------- | ------------- | ------------- | ------------- | ---- |
| Frauen      |               |             |         |               |               |               |               |      |
| Nada Arakji | 50 m Freistil | 30,89 s     | 4       | ausgeschieden | ausgeschieden | ausgeschieden | ausgeschieden | 59   |
| Männer      |               |             |         |               |               |               |               |      |
| Ahmed Atari | 400 m Lagen   | 5:21,30 min | 5       | –             | –             | ausgeschieden | ausgeschieden | 36   |

### Tischtennis
| Athleten    | Wettbewerb | 1. Runde                      | 1. Runde                      | 2. Runde                      | 2. Runde                      | 3. Runde                      | 3. Runde                      | 4. Runde                      | 4. Runde                      | Viertelfinale                 | Viertelfinale                 | Halbfinale                    | Halbfinale                    | Finale                        | Finale                        | Rang |
| Athleten    | Wettbewerb | Gegner                        | Ergebnis                      | Gegner                        | Ergebnis                      | Gegner                        | Ergebnis                      | Gegner                        | Ergebnis                      | Gegner                        | Ergebnis                      | Gegner                        | Ergebnis                      | Gegner                        | Ergebnis                      | Rang |
| ----------- | ---------- | ----------------------------- | ----------------------------- | ----------------------------- | ----------------------------- | ----------------------------- | ----------------------------- | ----------------------------- | ----------------------------- | ----------------------------- | ----------------------------- | ----------------------------- | ----------------------------- | ----------------------------- | ----------------------------- | ---- |
| Frauen      |            |                               |                               |                               |                               |                               |                               |                               |                               |                               |                               |                               |                               |                               |                               |      |
| Aia Mohamed | Einzel     | in der Vorrunde ausgeschieden | in der Vorrunde ausgeschieden | in der Vorrunde ausgeschieden | in der Vorrunde ausgeschieden | in der Vorrunde ausgeschieden | in der Vorrunde ausgeschieden | in der Vorrunde ausgeschieden | in der Vorrunde ausgeschieden | in der Vorrunde ausgeschieden | in der Vorrunde ausgeschieden | in der Vorrunde ausgeschieden | in der Vorrunde ausgeschieden | in der Vorrunde ausgeschieden | in der Vorrunde ausgeschieden | 65   |